# Lezhin Comics
Lezhin Comics — це вебпортал, заснований південнокорейським блогером Хан Хі Суном у 2013 році, який базується в Південній Кореї. Його послуги надаються корейською, японською та англійською мовами.

## Історія
Хан Хі Сон, корейський блогер, запустив Lezhin Comics у червні 2013 року. До листопада 2014 року на сайті було розміщено понад 400 вебтунів та карикатур, що зробило його найбільшим видавцем вебтунів у Південній Кореї станом на 2014 рік. Контент створюється професійними та аматорськими карикатуристами, включаючи переможця премії Korea Content Awards 2013 Лі Джин Йона (Юл Лі) та переможця премії Today's Cartoon Award 2014 Ю А Йона.
У квітні 2015 року «Лежин Комікс» запустив свої послуги у Японії. Спочатку сайт був запущений як бета-версія, офіційний сайт було відкрито у липні.
У грудні 2015 року Lezhin Comics розширила свої послуги, включивши англомовні регіони.
У травні 2017 року вона стала найбільшим акціонером керівного агентства UL Entertainment.
У квітні 2019 року вона заснувала компанію з виробництва серіалів та фільмів Lezhin Studio, під керівництвом колишнього керівника Warner Bros. Pictures Korea та NEW Бьон Сун Мін.